# Continent australien
Ne doit pas être confondu avec l'Australie continentale.

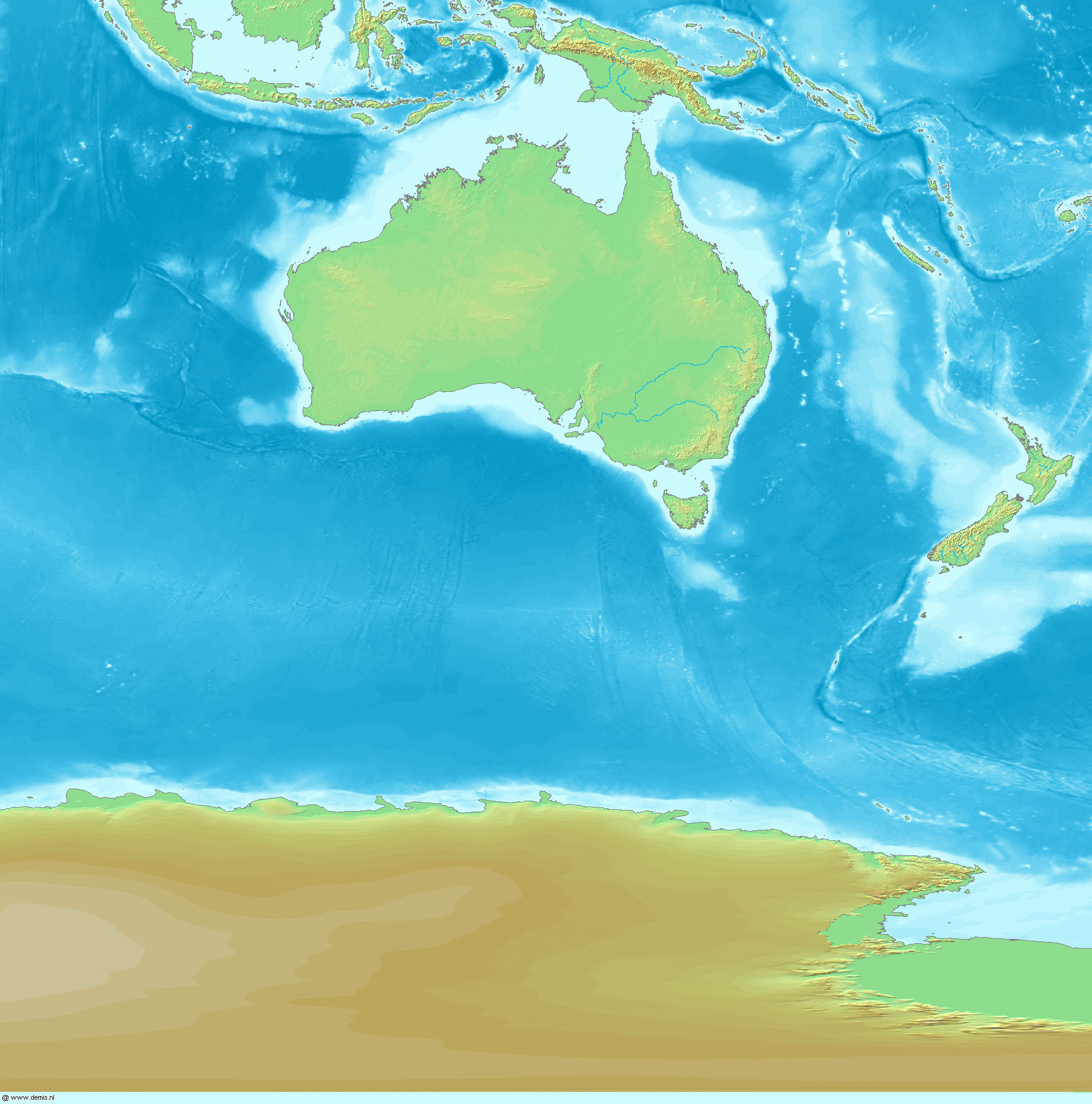
La plaque continentale australienne (en bleu clair) comprend la Nouvelle-Guinée et la Tasmanie mais pas les îles du Pacifique comme les îles Salomon ou la Nouvelle-Zélande.

En géologie et en géographie, le continent australien (appelé aussi Australie-Nouvelle-Guinée, Sahul, Meganesia, Grande Australie, Australasie ou Australinea) est un continent comprenant, par ordre de taille, l'Australie continentale, la Nouvelle-Guinée, la Tasmanie et les îles environnantes. Ces différentes terres sont séparées par des bras de mer recouvrant la plaque continentale : la mer d'Arafura et le détroit de Torres qui séparent l'Australie de la Nouvelle-Guinée et le détroit de Bass séparant l'Australie continentale de la Tasmanie.
Quand le niveau des mers était plus bas, à l'époque glaciaire, au Pléistocène notamment il y a 18 000 ans, lors de la plus forte glaciation, toutes ces terres formaient un ensemble continu. Depuis dix mille ans, la montée du niveau des eaux a submergé les terres les plus basses et a séparé le continent en une plaque centrale semi-aride et deux îles montagneuses: la Nouvelle-Guinée et la Tasmanie.
D'un point de vue géologique, le continent australien s'étend jusqu'à la limite du plateau continental de sorte que, même si ces terres se trouvent séparées à l'heure actuelle, elles ne forment qu'un continent. En raison de la séparation récente de ces différentes îles, on trouve encore des biotopes très proches sur ces trois îles.
Par contre, la Nouvelle-Zélande n'est pas sur la même plaque continentale que l'Australie. Elle fait partie d'un continent submergé: le continent néozélandais qui appartient à la vaste région géographique que forme l'Océanie.
L'Australie est considérée par les Australiens comme la plus grande île et le plus petit continent au monde.

## Géographie et dénominations
Le continent australien est le plus petit et le moins peuplé des continents habités, avec une superficie totale de 8 560 000 kilomètres carrés. Il faut y ajouter toute la partie submergée de la plaque qui représentent 2 500 000 kilomètres carrés, et notamment le plateau continental du Sahul et le détroit de Bass dont plus de la moitié de la surface n'atteint pas les cinquante mètres de profondeur.
Avant les années 1970, les archéologues appelaient la plaque émergée du Pléistocène du nom d'Australasie bien que dans le langage courant ce terme soit souvent utilisé pour désigner un ensemble plus vaste comprenant notamment la Nouvelle-Zélande qui ne fait pas partie du même continent. Au début des années 1970, on a préféré utiliser le nom de Grande Australie (Greater Australia) pour désigner ce continent. Puis, en 1975, on a utilisé le nom de Sahul pour désigner l'ensemble du continent, alors qu'à l'origine ce terme ne désignait qu'une partie des terres submergées, Un biologiste, ignorant les définitions des archéologues, suggéra en 1984 le nom Meganesia, qui veut dire "grande île" ou "grand archipel" pour désigner à la fois le continent du Pléistocène et l'actuel, et ce nom est utilisé depuis par les biologistes. Cependant, plusieurs personnes ont utilisé le nom Meganesia avec des définitions différentes : l'écrivain Paul Theroux y incorpore la Nouvelle-Zélande d'autres en font l'ensemble Australie, Nouvelle-Zélande et Hawaii. Un autre biologiste, Richard Dawkins, les noms Sahul et Meganesia ne lui convenant pas, inventa le nom Australinea en 2004.

## Géologie
À l'origine la plaque de Big était soudée avec la plaque indienne et l'Antarctique. L'ensemble faisait partie du sud du supercontinent Gondwana jusqu'à ce que la plaque se mette à dériver vers le nord il y a environ 96 millions d'années. Pendant la plupart du temps depuis cette époque, l'ensemble Australie-Nouvelle-Guinée est resté une seule terre continue.
À la fin de l'époque glaciaire, il y a 10 000 ans environ, la montée des eaux a entrainé la formation du détroit de Bass et la création de l'île de la Tasmanie puis, il y a entre 8 000 et 6 500 ans, les zones les plus basses du nord ont été recouvertes par la mer et ont séparé l'Australie de la Nouvelle-Guinée.